# Ács
Ács (tyska: Atsch) är en stad och kommun i distriktet Komárom i provinsen Komárom-Esztergom i Ungern. Kommunen har 6 974 invånare (2024), på en yta av 103,85 km².